# Xenopteryx setosus
Xenopteryx setosus (лат.) — вид мелких термитофильных жуков-перокрылок (Ptiliidae) из подсемейства Ptiliinae. Южная Америка: Боливия. Микроскопического размера жуки: длина — 1,4 мм, ширина — 0,7 мм. Усики 11-члениковые (последние три членика увеличенные), достигают середины пронотума. Переднеспинка широкая и выпуклая. Основная окраска желтовато-коричневая. Тело блестящее, покрыто золотистыми щетинками. Надкрылья укороченные, задние крылья развиты. Брюшко с 10 дорзальными сегментами. Обладает уникальными среди всех жуков семейства перокрылки удлинёнными отстоящими брюшными щетинками. Обнаружены в ассоциации с термитами рода Speculitermes. Вид был впервые описан в 1961 году американским энтомологом Генри Дибасом (Henry S. Dybas, 1915—1981; Chicago Natural History Museum, Чикаго, США). Близок к роду Termitopteryx Dybas, 1961.